# Comté de Boulder
Le comté de Boulder est un comté du Colorado. Son siège est la ville de Boulder.

## Histoire
Le comté est créé en 1861. Il est nommé d'après la ville et le ruisseau (en) du même nom, qui font référence aux gros blocs rocheux de la région (boulders en anglais).

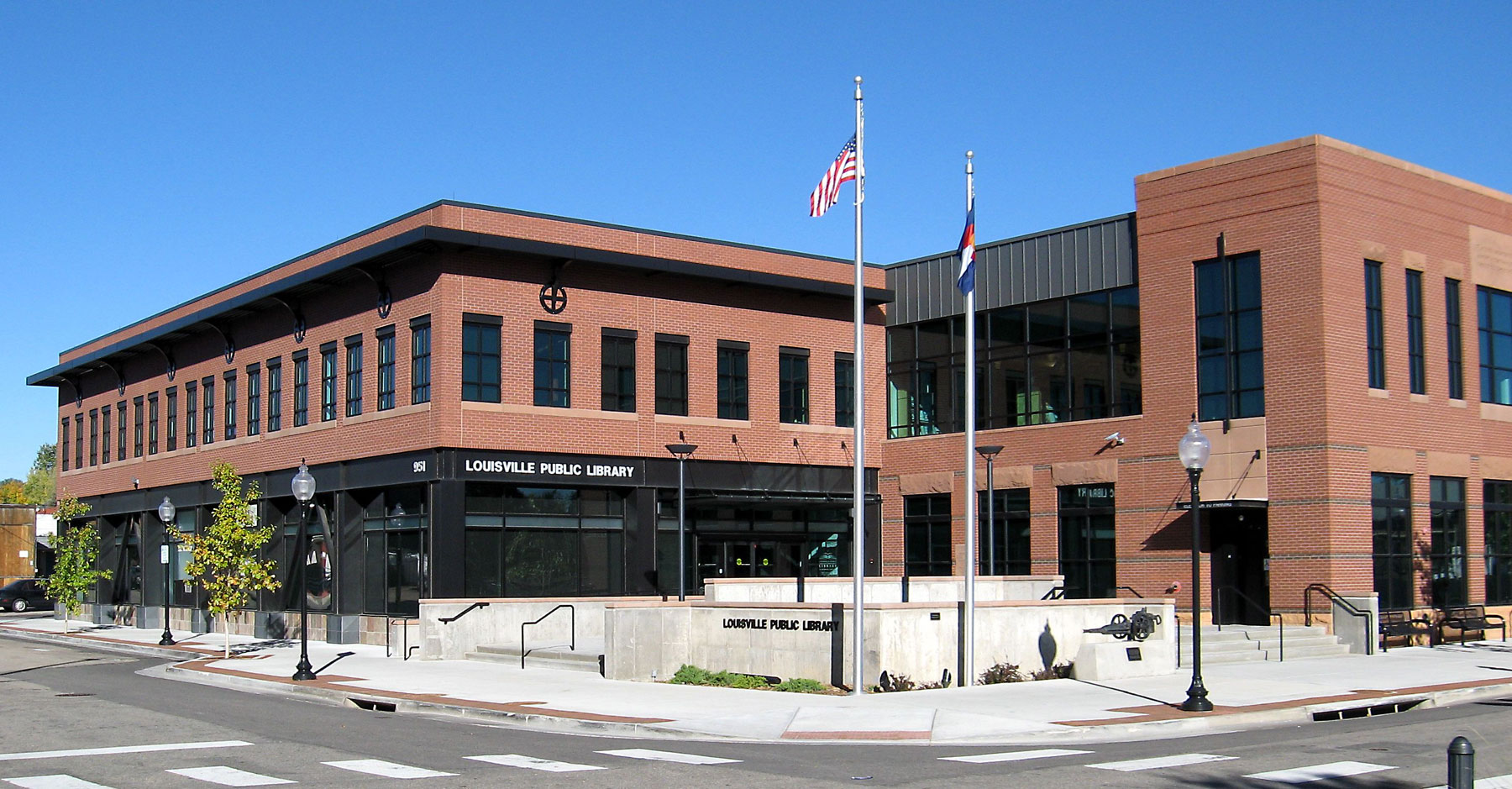
Bibliothèque de Louisville.
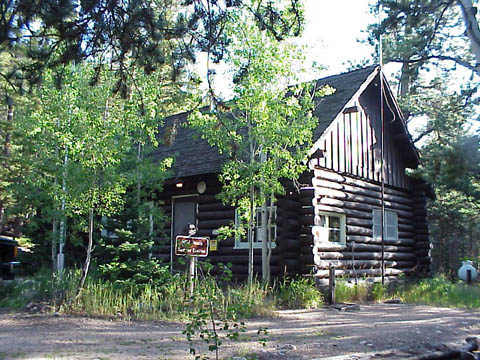
Wild Basin Ranger Station.
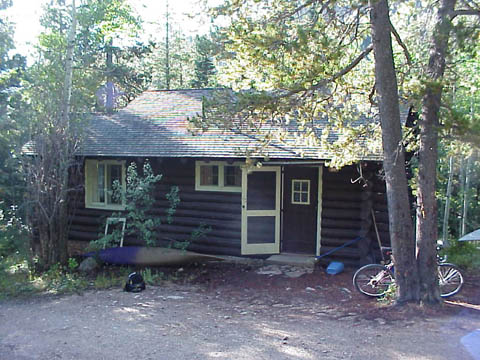
Wild Basin House
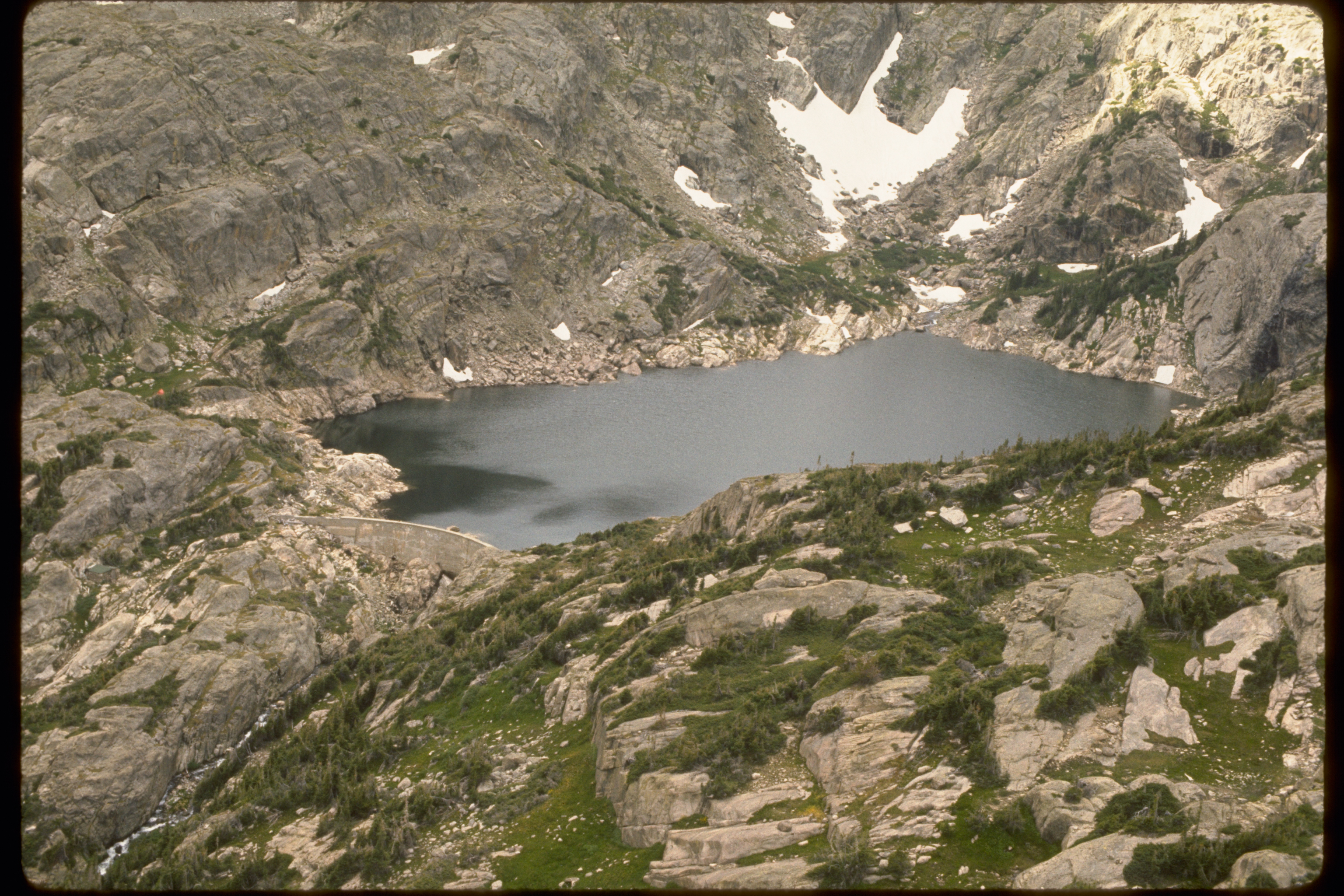
Le lac Bluebird.
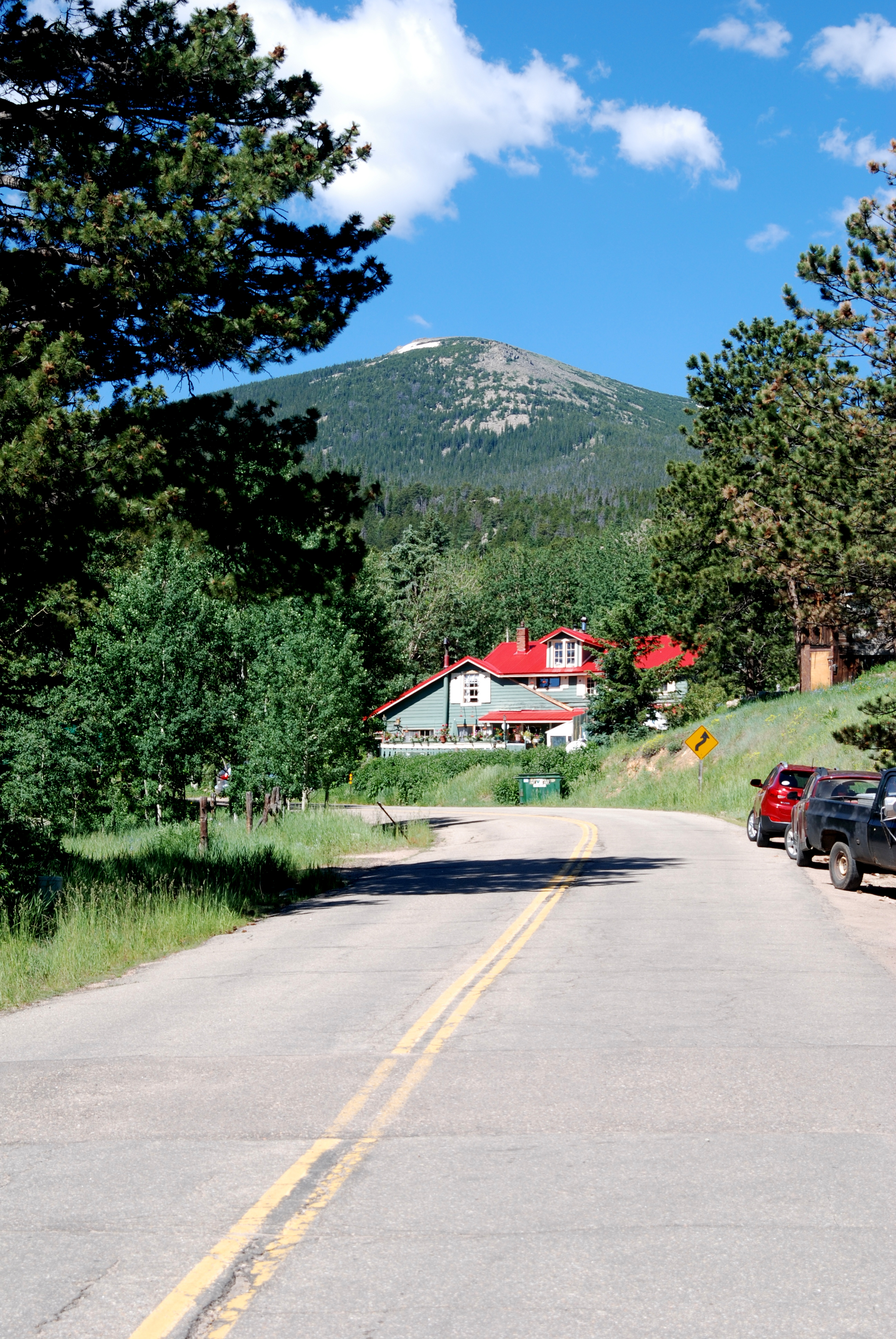
Allenspark.
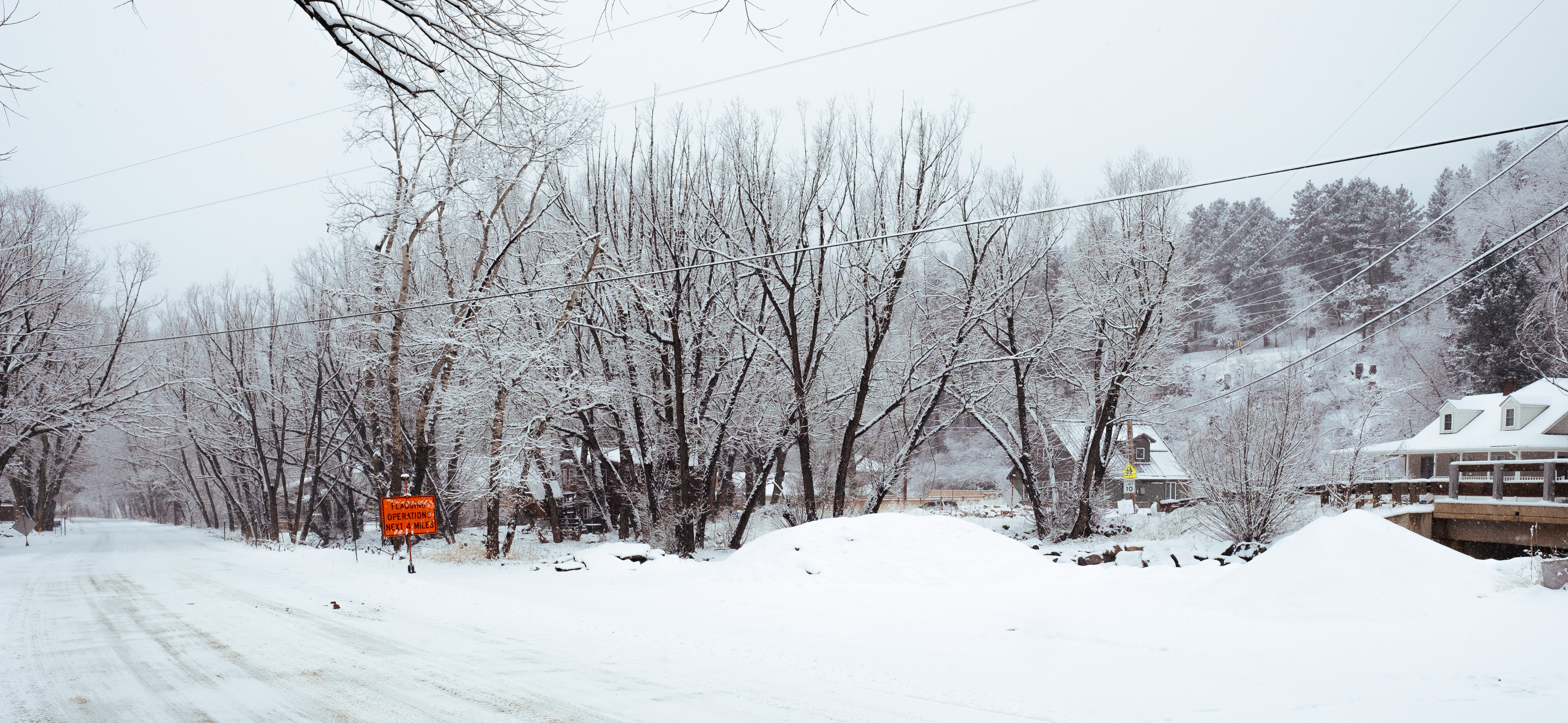
En hiver à Jamestown.

## Politique
Le comté de Boulder est considéré comme un bastion démocrate et libéral (au sens américain du terme). Cela s'explique notamment par la présence de l'université du Colorado et d'industries technologiques dynamiques dans la ville de Boulder.

## Démographie
| 1870  | 1880  | 1890   | 1900   | 1910   | 1920   |
| ----- | ----- | ------ | ------ | ------ | ------ |
| 1 939 | 9 723 | 14 082 | 21 544 | 30 330 | 31 861 |

| 1930   | 1940   | 1950   | 1960   | 1970    | 1980    |
| ------ | ------ | ------ | ------ | ------- | ------- |
| 32 456 | 37 438 | 48 296 | 74 254 | 131 889 | 189 625 |

| 1990    | 2000    | 2010    | - | - | - |
| ------- | ------- | ------- | - | - | - |
| 226 374 | 271 651 | 294 567 | - | - | - |

## Villes

### Municipalités
- Boulder
- Erie (en partie dans le comté de Weld)
- Jamestown
- Lafayette
- Longmont (en partie dans le comté de Weld)
- Louisville
- Lyons
- Nederland
- Superior (en partie dans le comté de Jefferson)
- Ward

### Census-designated places
- Allenspark
- Altona (en)
- Bark Ranch (en)
- Bonanza Mountain Estates (en)
- Coal Creek (en partie dans les comtés de Gilpin et Jefferson)
- Crisman (en)
- Eldora
- Eldorado Springs (en)
- Glendale
- Gold Hill
- Gunbarrel (en)
- Hidden Lake (en)
- Lazy Acres (en)
- Leyner (en)
- Mountain Meadows (en)
- Niwot
- Paragon Estates (en)
- Pine Brook Hill (en)
- Seven Hills (en)
- St. Ann Highlands (en)
- Sugarloaf (en)
- Sunshine (en)
- Tall Timber (en)
- Valmont (en)